# سدوویتسه (استان اشوی‌داشکسیه)
سدوویتسه (به لهستانی: Sędowice) یک منطقهٔ مسکونی در لهستان است که در گمینا میخاووو واقع شده‌است.